# Rodica Mateescu
Rodica Mateescu, nata Rodica Petrescu (Bucarest, 13 marzo 1971), è un'ex triplista rumena.

## Palmarès
| Anno | Manifestazione  | Sede       | Evento       | Risultato | Prestazione | Note             |
| ---- | --------------- | ---------- | ------------ | --------- | ----------- | ---------------- |
| 1995 | Mondiali indoor | Barcellona | Salto triplo | 9ª        | 13,60 m     |                  |
| 1997 | Mondiali        | Atene      | Salto triplo | Argento   | 15,16 m     | Record nazionale |